# Cucui Tokudzsiró és színtársulata
Cucui Tokudzsiró – idegen nyelvű szakirodalomban Tokujiro Tsutsui – (Cucui Tokudzsiró – 筒井徳二郎 – つつい とくじろう; 1881 – 1953) japán színész, rendező. A Ken-Geki (kard-dráma) megalkotója és első nyugati terjesztője. Nihon-Geki-Kjókai („Japán színészei”) nevű színtársulatával 1930-ban keltek útra Japánból, s két év alatt 22 európai és amerikai nagyvárosban mutattak be kabuki és kard-drámákat.

## Cucui Tokudzsiró rövid életrajza
Cucui Tokudzsiró 1881-ben született Oszakában, egy fűrészáru-kereskedő fiaként. 1897-től egy kiotói színház növendéke volt, majd 1900-tól Toshizo Sato simpa iskolájában játszott. 1904-ben bevonult a hadseregbe és gyalogos katonaként részt vett az orosz-japán háborúban, de egy sérülés miatt hamarosan haza kellett térnie. 1907 és 1913 között színtársulatával beutazta Koreát, Mandzsúriát és Tajvant, majd Japán városaiban folytatták turnéjukat. Kétszer nősült, első feleségétől, akivel 1915-ben kötött házasságot, egy év elteltével elvált, majd 1920-ban újranősült. 1923 után épültek be azok a meghatározó elemek színpadi művészetébe, melyek később meghatározták azt: a tradicionális, történelmi eseményekről szóló kabuki történetekbe harcos kardviadal-jeleneteket tűznek be. 
1930. január 20-án egy amerikai meghívásnak eleget téve Cucui társulata kikötött San Franciscóban, s az Egyesült Államok nyugati partvidékén és New Yorkban számos sikeres előadást tartottak Még ez évben a társulat Európa szinte minden jelentős városában megfordult. 1931-es Japánba való visszatérésük után az anyaországban folytatták tevékenységüket. Cucui 1941-ben eljátszotta Ono Kurobe szerepét A 47 Ronin Mizogucsi Kendzsi rendezte legendás filmbéli interpretációjában. Oszaka Tennoji kerületében található otthonának 1945-ös lebombázása után Cucui a Kiotó prefektúra-béli Arasijamában folytatta életét. 1953-ban, 72 évesen hunyt el aplasztikus anémia következtében.

## A Nihon-Geki-Kjókai
Huszonöt színészből és színésznőből állt társulata, menedzserük pedig Itó Micsio (1892-1961) volt, a huszadik század modern színházművészetének kiemelkedő alakja; előadó, tanár, koreográfus, rendező, díszlettervező.  Bár a legtöbb interjú Cucuival készült, és a kritikákban is az ő neve alatt emlegették leggyakrabban a társulatot, egységes csoportként kezelték őket, s Cucuit nem tüntették ki különösebb figyelemmel (ellentétben a Kavakami társulat kapcsán Szadajakkó esetében).

### Színészek
A különböző városok előadásaihoz kapcsolódó sajtóanyagban a következő nevek szerepelnek (Hepburn-átírással, nyugati névsorrendben):
Momoyo Chigusa, Tokujiro Tsutsui, Isaku Isumi, Minoru Yamanaku, Koro Yamada, Kuzue Ueno, Tsuyako Misonon, Sumako Okada, Chozo Onada, Sumiko Suzuki

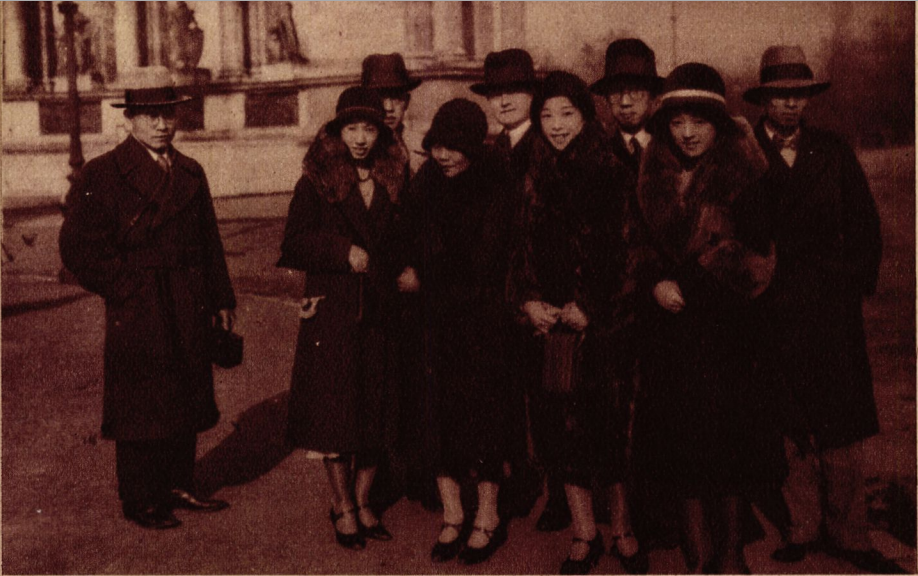
Cucui és társulata a budapesti Hősök terén 1930-ban

### Műfaji jellegzetességek
A társulat kabuki-csoportként hirdette magát, s bár az előadásaik a kabukiból származtak, messze jártak a tradicionális műfajtól. Darabjai műfaját tragédiákként, komédiákként, melodrámákként, vagy táncokként adták meg. Pantomimre és táncra fektették a hangsúlyt, s bár a dialógusok mennyisége meghaladta a Szadajakko kapcsán ismertté vált Kavakami-produkcióét, még mindig alárendelt szerepet töltött be a mozgáshoz és a gesztusokhoz képest a nyugati közönség kedvéért. Cucui társulata műsorát speciálisan kardcsatákra formálta, ezáltal új, kabukiból eredő műfajt, a Ken-Geki-t („kard-dráma”) hozva létre.
Kosztolányi Dezső a következőképp írja le, amit a színpadon látott: "A hősök kardja vöröslakk hüvelyben nyugszik, akkora mint egy lándzsa s olyan éles, villogó, kifent mint egy titáni borotva. Ezek a derék „samurai”-k nem pacifisták. Nehezen tudom őket elképzelni egy világbékegyűlés vezérszónokaiul. Fejjel törik be a papírablakot, levágódnak a földre, aztán mintha koponyájuk gumiból volna, rugalmasan fölpattannak, egymást nyaktörő erőművészeti mutatványok keretében a terem egyik végéből a másikba hajítják, párducugrással támadnak és vívnak, guggon, hátvást, összeölelkezve, vércsorgó foggal, oly elszántan, oly hatalmas sujtással, hogy nehéz szablyájuk acélpengéje a színpad sötétjében ujjnyi szikrákat vet, valóságos csillagesőt szór. A hős a harakiri-t pedig szemrebbenés nélkül végzi el, mintha csak körmét vágná, lassan, majdnem bizonyos élvezettel s közben, hogy utolsó pillanatait megszépítse, egy óriás fehér krizantémre bámul."
A produkcióban résztvevők nem voltak hivatásos kabuki színészek, a férfi szerepeket rendre férfiak, a nőieket pedig nők játszották, s a társulatban nem voltak onnagaták  – a valódi kabukival ellentétben. Az általuk használt színpadi dekorációt gyenge minőségűnek, „storage-warehouse”-nak titulálták egyes kritikák. Vándortársulatról lévén szó valószínűsíthető, hogy csupán könnyen utaztatható háttérfüggönyöket használtak festett utcarészletekkel, enteriőrrel, természeti képpel, vagy különös helyszínre nem utaló díszítéssel. Erre példa a Kandzsin-csó előadásáról készült fénykép, melyen a szereplők háta mögötti függönyön csupán pár geometrikus mon (címermotívum) szerepel. A színészek öltözékei megfeleltek a kabuki tradicionális kosztümjeinek.

### Repertoár
A repertoár öt darabból állt össze, melyet a párizsi Pigalle-ban való fellépés (1930. május 2-5.) programfüzetéből, valamint a barcelonai Palacio de Proyecciones-béli fellépés spanyol nyelvű forrásaiból rekonstruálhatunk.  A darabok címei a következők: Koi-no-Jozakura („A Cseresznyevirág köz románca”) – többszereplős táncdráma Tokió Josivara negyedében, Kjó-no-Ningjó („A baba”) – a Pügmalión-történet japán változata, Kandzsin-csó („A határátkelőhely”), mely valódi kabukiból átírt ötrészes harci dráma, Kage-no-Csikara („A rejtett gondviselés”), melodráma kardcsatákkal és a végén szeppukuval, Banzuin csóbei („A rablólovag”) – egy Robin Hoodhoz hasonló japán karakter története. Az első és harmadik darab kivételével létező kabuki művek átiratáról van szó, míg A Cseresznyevirág köz románca és A rejtett gondviselés Cucui és társulata neve alatt jelenik meg elsőként, s feltételezhetően olyan zsánerdarabokról van szó, melyek a nyugati közönség által elvárt „klasszikus Japán”-képhez minden részletet biztosítottak: cseresznyefákat, örömnegyedet, szerelmet, intrikát, kardpárbajt és rituális öngyilkosságot.

## A nyugati turné (1930-1931)
Cucui és társulata 1930. január 14-én hajózott ki Jokohama kikötőjéből, s rövid hawaii-i tartózkodás után január 20-án kötöttek ki San Franciscóban.

### Amerikai állomások[14]
- Honolulu
- San Francisco
- Los Angeles
- New York (1930.03.04.)[15]

### Európai állomások[16]
- Rouen
- Párizs (1930. május 2-15, Théatre Pigalle)[17]
- Brüsszel
- Oslo
- Stockholm (1930. június 13. – Dramaten Teater)[18]
- Koppenhága
- London (1930. július 1-5, Globe Theatre)[19]
- Barcelona (1930. július)[20]
- Genf
- Berlin (1930. október, 1931. január)[21]
- Prága[22]
- Budapest
- Bécs
- München
- Hága
- Milánó
- Torino (1930. december 17.)[23]
- Róma
- Königsberg
- Tallin
- Helsinki
- Riga
- Varsó
- Krakkó
- Bukarest
- Belgrád
- Zágráb
- Ljubljana
- Nápoly
- Moszkva

### Cucui és társulata Magyarországon
Cucui japán társulata 1930 novemberében lépett fel Budapesten, a Városi Színház színpadán. A magyar közönség láthatta a díszletet és a gazdag jelmezeket, a színészek akrobatikus mozgását, s az ábrázolás hagyományos kifejezésmódját, a hosszan elnyújtott cselekvéseket, kimerevített, hatásos pózokat. A társulat munkássága megosztotta a közönség véleményét: voltak, akik megvetéssel néztek a nem valódi kabukit előadó társulatra, valamint már nem találták korszerűnek a
modern nyugati színházi tendenciákhoz képest. Mások, Japánt megjárt emberek, akik jártasak voltak a japán színházművészetben, kifejtették ugyan a társulat játéka és a valódi kabuki közti különbségeket, de nem ítélték el tevékenységüket. A közönség nagy része viszont továbbra is csodálattal fogadta a Kelet művészeit, van, aki újdonságereje miatt (hisz egy teljes generáció felnőtt már a Kavakami társulat sikere óta – ld. Szadajakko), s van, aki a nyugati színház fejlődésének lehetőségeit látta benne.

## Cucui és társulata hatása a nyugati színházművészetre

Jaschik Álmos jelmezterve a Németh Antal rendezte A roninok kincse c. előadáshoz (Budapest, Nemzeti Színház, 1936.)